# Chelsea (Manhattan)
Chelsea é um bairro histórico de Manhattan, em Nova Iorque. O bairro faz fronteiras com a 14th Street, ao sul, e a Rua 30, ao norte. No norte do bairro fica o Hell's Kitchen, também conhecido como "Clinton", no nordeste fica o Garment District, a leste o Distrito Flatiron, a sudoeste o Distrito de Meatpacking e ao sudeste o West Village.
Chelsea está dividido entre o Conselho 4 e o Conselho 5. Chelsea é um Distrito Histórico desde 1970, e adicionada ao Registro Nacional de Locais Históricos em 1977, ampliado em 1982 para incluir blocos contíguos contendo exemplos particularmente significativos da arquitectura da época da criação do bairro, em 1830.
O bairro é quase totalmente residencial, com cortiços, blocos de apartamentos, conjuntos habitacionais, e seus muitos negócios no varejo refletem a diversidade étnica e social da população. A parte ocidental do Chelsea tornou-se um centro de arte em Nova Iorque, com muitas galerias de arte localizada na região.